# Сяо Жотэн
Ся́о Жотэ́н (кит. упр. 肖若腾, пиньинь Xiào Ruòténg; род. 30 января 1996, Пекин) — китайский гимнаст, 5-кратный призёр Олимпийских игр, трёхкратный чемпион мира (в том числе в многоборье — 2017), победитель Азиатских игр.

## Биография
Сяо Жотэн родился 30 января 1996 года в китайской столице Пекине. Гимнастикой он начал заниматься в пять лет.
В 2015 году Сяо попал в состав сборной Китая на чемпионат мира и выиграл свою первую медаль на крупнейших соревнованиях взрослого уровня, став бронзовым призёром в командном многоборье. В 2016 году китаец получил травму локтя и из-за неё не смог выступить на Олимпийских играх.
Следующий олимпийский цикл начался для Сяо Жотэна очень удачно: на чемпионате мира 2017 года он выиграл золотую медаль в абсолютном первенстве, выполнив свою программу без грубых ошибок, и стал первым гимнастом, кто смог прервать гегемонию японца Кохэя Утимуры, который никому не проигрывал в личном многоборье с 2009 года (Утимура снялся из-за травмы). Через пару дней китайский гимнаст стал третьим в упражнениях на коне.
В 2018 году китайский гимнаст снова удачно выступил на одном из главных стартов сезона: на Азиатских играх Сяо стал чемпионом в командном многоборье, выиграл «серебро» в упражнениях на брусьях и бронзовые медали в абсолютном первенстве и на перекладине.

## Лучшие результаты

### Чемпионаты мира
- Золото — чемпионат мира 2017 года (Монреаль, Канада) (личное многоборье)
- Золото — чемпионат мира 2018 года (Доха, Катар) (командное многоборье)
- Золото — чемпионат мира 2018 года (Доха, Катар) (конь-махи)
- Серебро — чемпионат мира 2018 года (Доха, Катар) (личное многоборье)
- Серебро — чемпионат мира 2019 года (Штутгарт, Германия) (командное многоборье)
- Бронза — чемпионат мира 2015 года (Глазго, Великобритания) (командное многоборье)
- Бронза — чемпионат мира 2017 года (Монреаль, Канада) (конь-махи)
- Бронза — чемпионат мира 2019 года (Штутгарт, Германия) (вольные упражнения)